# X-Change
Pour l’article homonyme, voir Xchange (homonymie).
X-Change est un jeu eroge japonais, produit par Crowd et plus tard traduit en anglais et distribué en Amérique du Nord par Peach Princess, une filiale de JAST USA.

## Intrigue
Le personnage principal est Takuya Aihara, un étudiant de premier cycle universitaire. Un jour, alors qu'il nettoyait des étagères dans la salle de chimie, il renverse malencontreusement un produit chimique sur lui et soudain, il s'est transformé en une fille. Le jeu possède sept fins différentes, dans certains, Takuya demeurera une femme pour toujours et dans d’autres, il redeviendra normal.

## Système de jeu
Comme la majorité de visuals novels, le jeu est rempli de textes à lire sur l'écran, dans lequel chaque narration et dialogue sont représentés. Le jeu se déroule de la même manière qu'une histoire visuelle, le joueur a le choix entre diverses décisions à certains endroits du jeu. Ces choix conduisent à de nombreuses interactions sur les personnages que vous allez rencontrer au cours du jeu.

## Personnages
- Takuya Aihara (相原拓也/たくや?) : Le personnage central du jeu. Il s'est transformé en femme en renversant malencontreusement un produit chimique sur lui.
- Asuka Katakiri (片桐明日香, Katakiri Asuka?) : Une amie proche de Takuya. Takuya a secrètement été amoureux d'elle depuis son enfance.
- Asami Satō (佐藤麻美, Satō Asami?) : La présidente du club de science, dont elle et Takuya sont les seuls membres du club. Malgré le fait qu'ils sont très intelligents, elle est légèrement malhonnête envers Takuya lors des expérimentations.
- Professeur Miyagi: Il s'agit du professeur d'art de Takuya. Il est extrêmement aimable et il s'entend bien avec les étudiants. Miyagi n'est pas gentil avec Takuya différemment après qu'il est devenu une fille.
- Keiko Matsunaga (松永啓子, Matsunaga Keiko?) : L'infirmière de l'école. La plupart des étudiants sont sous le charme d'elle, et il y avait eu des rumeurs à propos de ses méthodes privées dans le bureau de l'infirmière.
- M. Terada: Le professeur de gym, il est dur envers les élèves plus particulièrement envers Takuya, différemment après qu'il est devenu une fille.
- Natsumi Aihara (相原夏美, Aihara Natsumi?) : La demi-sœur de Takuya. Elle est plus âgée que lui. Elle est incorrigible et elle veut tout ce que l'on demande. Elle est souvent maltraitée par Takuya, l'intensité entre eux augmente considérablement dans la troisième partie.
- Seiji (清次?) : Le petit ami de Natsumi, qui montre un intérêt envers Takuya lorsqu'il est devenu une fille.
- Kōji Kudō (工藤弘二, Kudō Kōji?) : Étant très timide, il n'a pas beaucoup d'amis. Étrangement, il est tombé de nouveau sur Takuya lorsqu'il accepte sa virginité.

## Développement
L'artiste et la conceptrice principale du jeu est Yasuma Akazaki. Le script du jeu original est créé par Yū Yakumo. L'équipe a réalisé un remake nommé X-Change R. Il a été produit par Soara Kisai. 